# 割韭菜
「韭菜（网络用语）」一词在中文世界中用于形容在股市被大戶欺壓的散戶，因為韭菜耐寒不容易死，割了又可以很快重新生長，从而不断供养采收者。
在中国大陆文化中，「韭菜」、「人矿」是對於资本市场中「被压榨者」的比喻，亦因此被引申为被压榨的底层民众。
「割韭菜」比喻上層有權有勢者壓榨剝削底层民众，亦比喻憑藉信息差（information gap）或資訊不對等（information asymmetry）而處於優勢地位的人剝削處於劣勢地位的人。
后来中国大陆互联网又衍生出类似词语“人造人”以形容沪漂。